# Светогорская ГЭС
Светогорская ГЭС (бывшая Энсо ГЭС, ГЭС-11, ГЭС Энсо-Гутцейт) — гидроэлектростанция ПАО «ТГК-1» на реке Вуоксе в Ленинградской области, расположена в городе Светогорске. Входит в Каскад Вуоксинских ГЭС — базового источника электроснабжения Карельского перешейка.
Мощность Светогорской ГЭС — 122 МВт, среднегодовая выработка — 675 млн кВт⋅ч. В здании ГЭС установлено 4 гидроагрегата мощностью 30,5 МВт производства ОАО «Силовые машины». В ходе реконструкции каскада новое оборудование пришло на замену старым агрегатам мощностью по 23,25 МВт.

## История
Светогорская ГЭС была перестроена из Энсо ГЭС, которая была возведена, чтобы снабжать энергией местный древесно-массный завод, сульфатно-целлюлозный завод, завод силикат-глыбы и картонное производство концерна EGT (Enso Gutzeit Tornator).
В 1920—1930-х годах началась грандиозная перестройка станции — имеющейся мощности не хватало в связи с расширением города Энсо и стремительным развитием промышленности.
В 1940 году в результате советско-финляндской войны гидроэлектростанция перешла к СССР. Финский проект строящейся ГЭС был переработан (в частности, была значительно увеличена высота плотины), и строительство было продолжено. 19 июня 1945 года первая турбина Энсо ГЭС мощностью 25 тыс. кВт была пущена в эксплуатацию, а в ноябре 1947 года заработал последний из четырёх гидроагрегатов.
В 1949 году, когда строительные работы завершились, ГЭС была переименована в Светогорскую. Приказом № 235 Минэнерго СССР от 5 августа 1949 года Светогорская и Лесогорская ГЭС объединились в Каскад № 1 Ленэнерго.
Повышение высоты плотины (и, соответственно, уровня водохранилища) привело к снижению выработки электроэнергии на ГЭС Иматра в Финляндии. В 1972 году соглашением «Об энергетическом использовании участка р. Вуокса между ГЭС Иматра и Светогорская» был урегулирован вопрос компенсации электроэнергии (19,9 млн кВт·ч) финской стороне в связи с повышением отметки верхнего бьефа на Светогорской ГЭС. В 2005 году каскад Вуоксинских ГЭС вошёл в состав ОАО «ТГК-1».

## Модернизация
В ходе масштабной реконструкции каскада Вуоксинских ГЭС в 2007—2013 годах имеющиеся гидроагрегаты Светогорской ГЭС были заменены на новые, что позволило увеличить мощность станции.
- Реконструкция Светогорской ГЭС стартовала в начале 2007 года. К осени 2007 года гидроагрегат № 3 был полностью демонтирован[1].
- 21 мая 2009 года гидроагрегат № 3 был введён в эксплуатацию[2].
- 28 июля 2010 года был введён в эксплуатацию гидроагрегат № 1.
- 29 ноября 2011 года пущен обновлённый гидроагрегат № 4.
- С 20 декабря 2012 года после замены последнего гидроагрегата № 2 мощность Светогорской ГЭС возросла до 122 МВт.